# Семеновська сільська рада (Пономарьовський район)
Семе́новська сільська рада (рос. Семёновский сельский совет) — сільське поселення у складі Пономарьовського району Оренбурзької області Росії.
Адміністративний центр та єдиний населений пункт — село Семеновка.

## Населення
Населення — 323 особи (2019; 374 в 2010, 420 у 2002).